# Тушитово (Тверская область)
Тушитово — деревня в Молоковском районе Тверской области, входит в состав Молоковского сельского поселения.

## География
Деревня расположена в 11 км на северо-запад от районного центра посёлка Молоково.

## История
В 1773 году в селе была построена деревянная Богородицерождественская церковь с 2 престолами. 
В конце XIX — начале XX века село входило в состав Чистинской волости Весьегонского уезда Тверской губернии. 
С 1929 года деревня входила в состав Кузнецковского сельсовета Молоковского района Бежецкого округа Московской области, с 1935 года — в составе Калининской области, с 2005 года — в составе Молоковского сельского поселения.

## Население
| 1859 | 2008 | 2010 |
| ---- | ---- | ---- |
| 218  | ↘21  | ↘9   |